# Цицишвили, Джемал Ревазович
Цицишви́ли Джемал Ревазович (1920—1983) — врач-гинеколог, профессор. Один из основателей первого в Европе Института физиологии и патологии женщины, где работал вначале заместителем директора по научной части, а с 1962 года — директором. Являлся делегатом множества конгрессов и научных симпозиумов, почетным членом Болгарской Медицинской академии. Был женат на Кетеван Исидоровне Шарашенидзе (1925—1996).